# Institut de culture artistique
L’Institut de culture artistique (ou Institut pour la culture artistique, en russe : Институт Художественной Культуры, aussi désigné par les abréviations ИНХУК, InKhUk ou Inkhuk) est une organisation artistique russe fondée à Moscou en 1920 et opérant jusqu’en 1924.

## Historique
L’Institut de culture artistique est fondé en 1920 pour étudier les perspectives artistiques en Russie après la révolution d'Octobre. Son premier directeur est Vassily Kandinsky. Deux antennes sont ouvertes à Petrograd et Vitebsk, dont les directeurs respectifs sont Vladimir Tatline et Kasimir Malevitch. 
Parmi les premiers membres actifs figurent notamment Varvara Boubnova, Robert Falk, Lioubov Popova, Boris Koroliev (en), Alexandre Rodtchenko, Alexander Shenshin (en), Alexandre Chevtchenko, Varvara Stepanova, ou encore Gustav Klucis. Le programme de Kandinsky prévoit un découpage en « sections », chacune dédiée à des études spécifiques ; en pratique, la section des « arts monumentaux » est la plus active, se préoccupant notamment de la peinture, de la musique et de la danse. Le peintre Paul Mansouroff occupe la direction de la section expérimentale de 1921 à 1928. Kandinsky quitte l’URSS en 1922 pour rejoindre le mouvement du Bauhaus à Weimar, à la suite de désaccords sur le programme de l’Inkhuk. En novembre de la même année, vingt-cinq artistes menés par Ossip Brik s’engagent publiquement à mettre leur art au service de la production, principalement de deux manières : la conception graphique d'affiches et de montages photographiques, et celle d’objets du quotidien, tels que meubles ou vêtements.